# Riot Vanguard
Riot Vanguard é um sistema anti-trapaça (anti-cheat) desenvolvido pela Riot Games, que tem como principal característica ser executado em nível de kernel . O Vanguard foi lançado inicialmente como o anti-cheat para o jogo de tiro em primeira pessoa da Riot Games, o Valorant, lançado oficialmente em 2 de junho de 2020.  Originalmente projetado apenas para Windows com Valorant, a edição de console do jogo lançada em junho de 2024 tem um anti-cheat com o mesmo nome, porém com funcionamento diferente devido às limitações das plataformas de consoles. O Vanguard recebeu muitas críticas devido a sua natureza intrusiva, o que causou certa preocupação tanto na comunidade de jogadores, quanto na comunidade de desenvolvedores e especialistas em segurança, acerca da privacidade dos usuários e dos dados coletados. O Vanguard também passou a ser o sistema de anti-cheat do League of Legends, quando foi introduzido em 11 de abril de 2024.